# 湖村镇
湖村镇是中国福建省三明市宁化县下辖的一个镇。

## 行政区划
现辖：
湖村社区、邓坊村、陈家村、龙头村、石下村、湖村、黎坊村、巫坊村、城门村、彭高村、下埠村、店上村和谌坑村。